# Laduskär
Laduskär (finska: Latokari) är en ö i Finland.   Den ligger i kommunen Sastmola i den ekonomiska regionen  Björneborgs ekonomiska region  och landskapet Satakunta, i den sydvästra delen av landet, 260 km nordväst om huvudstaden Helsingfors.